# Herbulotia grandis
Herbulotia grandis là một loài bướm đêm trong họ Geometridae.